# Hans Volkmann (Althistoriker)
Hans Volkmann, eigentlich Richard Ludwig Johannes Volkmann (* 19. März 1900 in Köln; † 5. Oktober 1975 ebenda) war ein deutscher Althistoriker.

Der Sohn eines Arztes wuchs in Bromberg auf und machte 1918 in Göttingen das Abitur. Im selben Jahr begann er an der dortigen Universität ein Studium der Klassischen Philologie und der Alten Geschichte. Seine Lehrer in Göttingen waren Georg Busolt und Richard Reitzenstein. 1920 wechselte Volkmann nach Marburg und wurde 1922 in Alter Geschichte bei Anton von Premerstein promoviert mit der Arbeit Demetrios I. Soter (162–150 v. Chr.) und Alexander I. Balas (150–145 v. Chr.) von Syrien. Nach der Promotion ging er zur Weiterbildung in der Papyrologie zu Ulrich Wilcken nach Berlin. 1923 legte er in Marburg die wissenschaftliche Prüfung für das Lehramt an Höheren Schulen in Geschichte, Latein und Griechisch ab. Es folgten fünf Jahre im Schuldienst in Marburg, Hersfeld und Frankfurt am Main.
1930 ging er an das Marburger Gymnasium Philippinum. 1933 erfolgte an der Universität Marburg seine Habilitation mit dem Thema Zur Rechtsprechung im Principat des Augustus. 1934/35 hatte er eine Lehrstuhlvertretung für Anton von Premerstein an der Universität Marburg inne. Als Nachfolger Josef Keils erfolgte 1937 der Ruf an die Universität Greifswald. 1941 wurde Volkmann zur Wehrmacht einberufen und am 30. Januar 1945 beim Rückzug aus Estland in Elbing schwer verwundet. Als sowjetischer Kriegsgefangener erlangte er erst am 6. Februar 1947 in Frankfurt an der Oder die Freiheit wieder. Nach zwei Jahren vergeblicher Bemühungen, seinen Lehrstuhl in Greifswald wiederzubekommen, kehrte er nach Köln zurück und war zunächst als Lehrer tätig. 1952 wurde er dort zum Honorarprofessor ernannt und am 29. März 1955 erhielt er den Lehrstuhl für Alte Geschichte an der Universität zu Köln. Im Jahr 1964 wurde er emeritiert. Zu Volkmanns Schülern zählen Heinz Bellen und Karl-Wilhelm Welwei.
Volkmann war Kenner der Seleukidengeschichte und verfasste mehrere Artikel für Paulys Realencyclopädie der classischen Altertumswissenschaft (RE) sowie den Kleinen Pauly. Im Jahr 1942 veröffentlichte er eine kritische Textausgabe der Res gestae divi Augusti. Seine 1953 erschienene Kleopatra-Biografie wurde in vier Sprachen übersetzt. Außerdem veröffentlichte er 1958 eine Darstellung über Sullas Marsch auf Rom. Daneben gab er den Nachlass seines Lehrers Anton von Premerstein heraus.
Volkmann starb 1975 im Alter von 75 Jahren in der Kölner Universitätsklinik. Er war verwitwet von Hedwig Emma Sophie geb. Voigtländer, die er 1930 in Frankfurt am Main geheiratet hatte. Sein Nachlass befindet sich im Universitätsarchiv Köln.

## Schriften (Auswahl)
- Endoxos duleia. Kleine Schriften zur Alten Geschichte. (Zum 75. Geburtstag des Verfassers am 19. März 1975). Herausgegeben von Heinz Bellen. de Gruyter, Berlin u. a. 1975, ISBN 3-11-005980-0.
- Grundzüge der römischen Geschichte (= Grundzüge. Band 4, ISSN 0533-344X). Wissenschaftliche Buchgesellschaft, Darmstadt 1965 (zahlreiche Auflagen).
- Die Massenversklavungen der Einwohner eroberter Städte in der hellenistisch-römischen Zeit (= Akademie der Wissenschaften und der Literatur, Mainz. Abhandlungen der Geistes- und Sozialwissenschaftlichen Klasse. Jg. 1961, Nr. 3, ISSN 0002-2977). Verlag der Akademie der Wissenschaften und der Literatur, Mainz 1961.
- Sullas Marsch auf Rom. Der Verfall der römischen Republik (= Janus-Bücher. Band 9, ISSN 0447-3485). Oldenbourg, München 1958 (Nachdrucke).
- als Herausgeber: Res gestae divi Augusti. Das Monumentum Ancyranum (= Kleine Texte für Vorlesungen und Übungen. Band 29/30, ZDB-ID 520652-2). de Gruyter, Berlin 1957 (mehrere Auflagen).
- Kleopatra. Politik und Propaganda. Oldenbourg, München 1953; in englischer Sprache: Cleopatra. A Study in Politics and Propaganda. Translated by T. J. Cadoux. Elek Books, London 1958.
- Zur Rechtsprechung im Principat des Augustus. Historische Beiträge (= Münchener Beiträge zur Papyrusforschung und antiken Rechtsgeschichte. Heft 21, ISSN 0936-3718). Beck, München 1935 (zugleich: Habilitationsschrift, Universität Marburg 1935; 2., durchgesehene und erweiterte Auflage. ebenda 1969).